# Piero Masia
Piero Masia (... – 17 marzo 2006) è stato un politico e medico italiano.
Di professione medico, fu un esponente della Democrazia Cristiana sassarese e fu più volte consigliere comunale e assessore nelle giunte dei sindaci Oreste Pieroni e Giuseppe Binna. Dal 1957 al 1960 fu sindaco di Sassari. Dal 1968 al 1985 diresse il centro oncologico dell'ospedale civile cittadino.